# Réserve indienne Quileute
La réserve indienne Quileute est une réserve indienne pour le peuple Quileute située dans le nord-ouest de la péninsule Olympique dans le comté de Clallam, Washington, États-Unis. La réserve se trouve à l'embouchure de la rivière Quillayute sur la côte Pacifique.
La Push, Washington, est le principal centre de population de la réserve. Le recensement de 2000 fait état d'une population résidente officielle de 371 personnes sur la réserve, qui a une superficie de 4,061 km2.

## Histoire
Historiquement, le peuple Quileute occupait une grande partie de la péninsule Olympique, s'étendant de la rivière Quillayute au nord jusqu'aux terres des Makah, et jusqu'à la source des rivières Sol Duc et Hoh à l'est. Les Quileutes ont signé le traité Quinault de 1855, mais ils se sont sentis lésés par le traité, car ils ne savaient pas que le traité inclurait la cession totale de leurs terres. La formulation du traité était « délibérément vague », spécifiant seulement que « Il sera réservé … une ou plusieurs étendues de terre suffisantes pour leurs besoins dans le territoire de Washington … et par la suite arpentées ou localisées et mises à part pour leur usage exclusif ».
L'intention du gouvernement de concentrer tous ces Indiens sur la réserve de Quinault en vertu du traité de 1856 était claire, mais l'accusation selon laquelle les Quileutes ont continué à vivre à La Push en violation du traité a été largement annulée par le fait que le gouvernement n'a pas mis de côté la réserve proposée à Quinault avant le 4 novembre 1873, près de vingt ans plus tard, et d'après les archives, il est douteux que les Quileutes aient jamais reçu la totalité des paiements de rente auxquels ils avaient droit, en raison de leur isolement et de la difficulté de leur faire parvenir les biens du traité. Quoi qu’il en soit, leur cause a été défendue par les agents indiens locaux et par le Bureau des affaires indiennes. Finalement, en réponse à l'argument selon lequel la tentative de déplacer les Quileute vers la réserve de Quinault était une erreur, le président des États-Unis a émis un décret le 19 février 1889, mettant de côté une nouvelle réserve d'environ un mile carré, à l'embouchure de la rivière Quillayute.
En 1966, l'île James a été retirée du refuge faunique national de Quillayute Needles par le ministère de l'Intérieur des États-Unis et rendue aux Quileute lorsqu'il a été découvert que l'île faisait partie de la réserve indienne de Quileute. Dans les années 2000, le gouvernement tribal a demandé au gouvernement américain d'autres transferts de terres, notamment pour reconstruire des maisons loin de la zone à risque de tsunami du littoral. Le 27 février 2012, le président Obama a signé la loi HR1162 qui accorde à la tribu 785 acres du parc national olympique pour déplacer l'école tribale et d'autres installations hors de la zone du tsunami. La construction de la nouvelle école a été achevée en 2022.

## Gouvernement
Les Quileute ont leur propre gouvernement, composé d'un conseil tribal aux mandats échelonnés. Le conseil tribal actuel est composé de Carol Hatch (présidente), Tony Foster (vice-président), DeAnna Hobson (secrétaire) et Anna Rose Counsell (trésorière).